# Eliza Taylor
Eliza Jane Taylor-Cotter (født 24. oktober 1989) er en australsk skuespiller, bedst kendt for sin rolle som Janae Timmins i den australske sæbeopera Neighbours (2005-2008). Hun spiller i øjeblikket hovedrollen som Clarke Griffin i The CW serien The 100. Hun medvirkende i filmen The November Man som Sarah i 2014. Hun havde en hovedrolle i filmen Thumper i 2017. Som barn medvirkede hun i de australske børneserier The sleepover club og Pirates Islands

## Filmografi

### Film
| År   | Titel            | Rolle          | Noter    |
| ---- | ---------------- | -------------- | -------- |
| 2009 | The Laundroma    | Amy            | kortfilm |
| 2012 | 6 Plots          | Amy Challis    |          |
| 2013 | Patrick          | Nurse Panicale |          |
| 2013 | Natural          | Woman          | kortfilm |
| 2013 | Planes           | Maria          | kortfilm |
| 2014 | The November Man | Sarah          |          |
| 2017 | Thumper          | Kat Carter     |          |

### Fjernsyn
| År        | Titel                      | Rolle            | Noter                           |
| --------- | -------------------------- | ---------------- | ------------------------------- |
| 2003      | Pirate Islands             | Sarah Redding    | 26 Episoder                     |
| 2003      | Neighbours                 | Jacinta Martin   | 2 episoder                      |
| 2003      | The Sleepover Club         | Rosie Cartwright | 26 episoder                     |
| 2004      | Blue Heelers               | Tatum O'Hara     | Episode: "Cast the First Stone" |
| 2006      | Blue Water High            | Heidi Lee        | Episode: "2.9"                  |
| 2005-2008 | Neighbours                 | Janae Timmins    | 307 episoder                    |
| 2008      | Rush                       | Madison          | Episode: "1.8"                  |
| 2009      | Packed to the Rafters      | Kerry            | Episode: "Losing the Touch"     |
| 2009      | All Saints                 | Carly Spalding   | Episode: "The Two of Us"        |
| 2010      | City Homicide              | Melissa Standish | Episode: "Last Seen"            |
| 2012      | Howzat! Kerry Packer's War | Rhonda           | Mini-tv-serie                   |
| 2013      | Mr & Mrs Murder            | Sarah            | Episode: "Little Boxes"         |
| 2013      | Nikita                     | Reporter         | Episode: "Wanted"               |
| 2014–2020 | The 100                    | Clarke Griffin   | Hovedrolle                      |

## Ekstern henvisning
- Wikimedia Commons har flere filer relateret til Eliza Taylor
- Eliza Taylor-Cotter på Internet Movie Database (engelsk)
- Eliza Taylor-Cotter på AlloCiné (fransk)
- Eliza Taylor-Cotter på AllMovie (engelsk)
- Eliza Taylor-Cotter på The Movie Database (engelsk)
- X-bruger: @MisElizaJane